# Handball (Special Olympics)

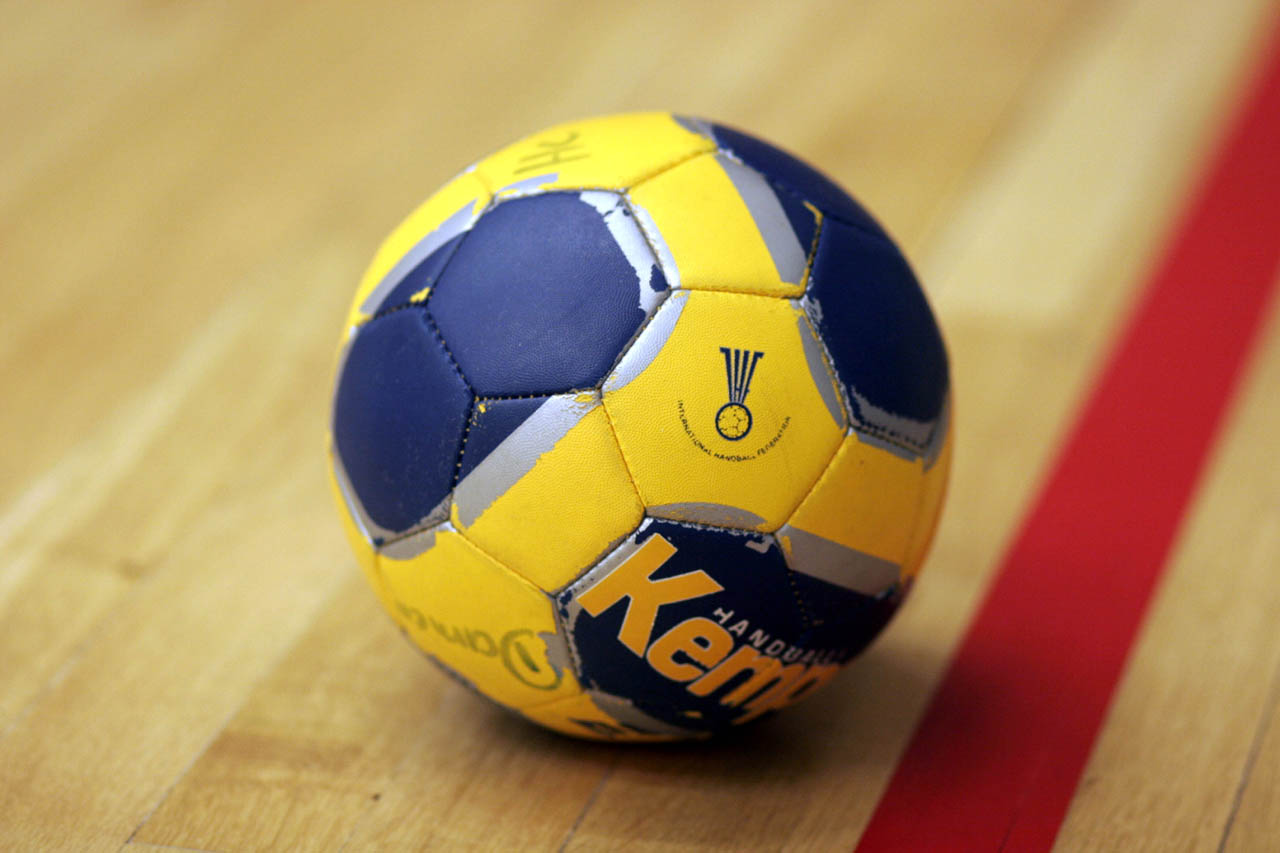
Ein Handball der Größe III

Handball bei Special Olympics ist eine Sportart, die auf den Regeln von Handball beruht und in Wettbewerben und Trainingseinheiten der Organisation Special Olympics weltweit für geistig und mehrfach beeinträchtigte Menschen angeboten wird. Handball ist seit 1991 bei Special Olympics World Games vertreten.

## Allgemeines
Der Spielball besteht aus einer luftgefüllten Leder- oder Kunststoffhülle.
Handball wird mit zwei Mannschaften gespielt, von denen jede aus sechs Feldspielern und einem Torwart besteht. Auf dem Spielfeld befinden sich zwei Tore. Die Mannschaft, die nach Ablauf der Spielzeit die meisten Tore geworfen hat, trägt den Sieg davon.
In seiner jetzigen Form ist der Handballsport erst um die Wende vom 19. zum 20. Jahrhundert entstanden. Zunächst war er als Spiel ohne Körperkontakt für Frauen gedacht. Doch als der Spielball verkleinert und Zweikämpfe erlaubt wurden, wurde die Sportart auch bei Männern beliebt.

## Regeln
Die Bestimmungen der International Handball Federation (IHF) oder die des Deutschen Handballbunds (DHB) werden angewendet, soweit sie nicht im Widerspruch zu den offiziellen Special Olympics Sportregeln für Handball oder zu Artikel 1 der Sportregeln stehen. So können Special Olympics Wettbewerbe nach weltweit gültigen allgemeinen Standards abgehalten werden.

## Besonderheiten bei Special Olympics
Vor den eigentlichen Wettbewerben findet eine Klassifizierungsrunde statt, damit die Athleten in möglichst leistungshomogene Gruppen eingeteilt werden können. In der Klassifizierungsrunde müssen alle Spieler in mindestens drei Spielen eingesetzt werden. Ein Klassifizierungs-Spiel sollte mindestens 8 Minuten dauern, die späteren Gruppenphase-Spiele 2 × 15 Minuten und ein Finalrunden-Spiel 2 × 20 Minuten.
In allen Disziplinen ist der Einsatz aller auf dem Spielbericht aufgeführten Spieler vorgeschrieben.
Ein Spieler darf den Ball maximal drei Sekunden in der Hand behalten oder drei Schritte mit dem Ball in der Hand laufen.
Unified Sports ist im Handball weit verbreitet: Hier stellen sich Athleten gemeinsam mit Unified Partnern den Herausforderungen. Die Klassifizierung erfolgt bei ausreichend vielen Mannschaften nach dem Schweizer System.
Die Spieldauer wird durch die Wettbewerbsleitung unter Einbeziehung verschiedener Faktoren festgelegt, darunter die Spielstärke sowie die Anzahl der angesetzten Spiele pro Tag.

## Wettkämpfe
Angeboten werden
- Einzelgeschicklichkeitswettbewerb; wird auf nationaler Ebene noch nicht angeboten (Stand: 2021)
- Teamwettbewerb. Im Teamwettbewerb beginnt jede Mannschaft das Spiel mit 7 Spielern.
- 5-a-side Handball (Minihandball); wird auf nationaler Ebene noch nicht angeboten (Stand: 2021). Hierbei wird pro Team mit fünf Athleten und einem speziellen Ball auf kleinerem Spielfeld gespielt. Es entsteht weniger Körperkontakt.[4]
- Unified Sports Teamwettbewerb. In einem Team sollten möglichst gleich viele oder mehr Athleten (Menschen mit geistiger Beeinträchtigung) wie/als Unified Partnern (Menschen ohne geistige Beeinträchtigung) sein. Bei Wettbewerben in Deutschland muss der Torhüter ein Athlet sein. Unified-Partner dürfen nicht im Tor stehen. Auf internationaler Ebene wird diese Regel nicht angewendet.

## Angebot bei Special Olympics World Games
Handball ist seit 1991 bei Special Olympics World Games vertreten. 2021 waren weltweit über 30.000 Special Olympics Handballer aktiv.
Zu den Special Olympics Sommerspielen 2023 wurden 226 Athleten und 62 Unified-Partner erwartet. Die Wettbewerbe wurden im Olympiapark, im Horst-Korber-Sportzentrum, ausgetragen. Es wurden die Disziplinen Teamwettbewerb Frauen und Unified Sports Teamwettbewerb Männer angeboten.